# Hans Christensen Sthen
Hans Christensen Sthen, född 25 november 1544 i Roskilde, död 1610 i Malmö, där han verkade som kyrkoherde. Han är en psalmförfattare representerad i danska Psalmebog for Kirke og Hjem.
Hans Christensen Sthen verkade under en stor del av sin levnad i Sankt Petri kyrka i Malmö. Hans bostad låg i kvarteret mellan Rundelsgatan och Snapperupsgatan strax sydost om Sankt Petri kyrka. 
Han blev som tjugoettåring rektor för skolan i Helsingör och snart också präst i staden. Då han uppvisade stort arbetsnit som präst och då han startat en omfattande verksamhet för barn spred sig ryktet om honom i Danmark. Borgmästaren i Malmö Jacob Fectil lyckades få honom att flytta till Malmö. 
Att Hans Christensen Sthen inte var någon fattig man visar bevarade räkenskaper, bland annat fick kyrkan år 1583 betala en stor summa fraktpengar för hans bohag. Detta skulle på vagnar föras upp från strandbryggan till kyrkoherdehuset, hela 46 lass. Tjänsten i Sankt Petri var också eftertraktad – lönen var nämligen väl tilltagen. Förutom denna fick herr Sthen betalt som predikant på slottet Malmöhus samt som styrelsemedlem i den forna borgmästaren Jörgen Kocks stora fond för de fattiga. Prästgården vid Djäknegatan stod kostnadsfritt till hans förfogande. Gården hade redan år 1566 inköpts som tjänstebostad för präster. Beteckningen ”sogneherrens residens” möter i bevarade arkivalier för denna egendom. 
Hans Christensen Sthen var en av Danmarks främsta författare av psalmer. Hans psalmbok En liden Vandrebog kom ut år 1589. Än idag finns fortfarande två av hans psalmer med i den svenska psalmboken.
Livet i familjen och Malmö var dock inte helt lätt. År 1595 utbröt ett stort bråk när Jörgen Kocks fond skulle redovisas. Herr Sthen skrev en dikt om händelsen, men berättar i denna inte om orsaken till storbråket. Han fick dock hela stadsstyrelsen mot sig. Två år senare skrev stadens styrande till kungen och ville att majestätet i nåd skulle förära herr Sthen en annan tjänst i Tygelsjö på grund av hans höga ålderdoms skröplighet. Kyrkoherden var då drygt femtio år. 
Sthen avgick inte och fortsatte att sätta press på de styrande i Malmö. Först den 12 oktober 1607 avsade sig Sthen av ålder kyrkoherderollen i Malmö Sankt Petri. 

## Psalmer
- Den ljusa dag framgången är i tryck i Sverige omkring 1630. Översättaren okänd. Nr 501 i Den svenska psalmboken 1986.
- O Jesus Krist, i dig förvisst 1591, i översättning av Sigfrid Aronius Forsius år 1614. Nr 552 i Den svenska psalmboken 1986.

### Danska psalmer
- Af højheden oprunden er
- Den lyse dag forgangen er, og natten
- Den mørke nat forgangen er
- Du, Herre Krist
- Et trofast hjerte, Herre min
- Gud, efter dig jeg længes
- Hav tak, o Herre, for evig trøst
- Hvem skal jeg klage mit sorgfulde mod
- Jeg ved et evigt Himmelrig
- Jeg vil din pris udsjunge
- Mig rinder så mange tanker i hu
- Min største hjertens glæde
- Nu vil vi sjunge og være glad
- O, Gud ske lov til evig tid
- O Jesus, livsens Herre